# Uników (Łódź)
Pour les articles homonymes, voir Uników.
Uników est une localité polonaise de la gmina de Złoczew, située dans le powiat de Sieradz en voïvodie de Łódź.